# 苏州商会博物馆

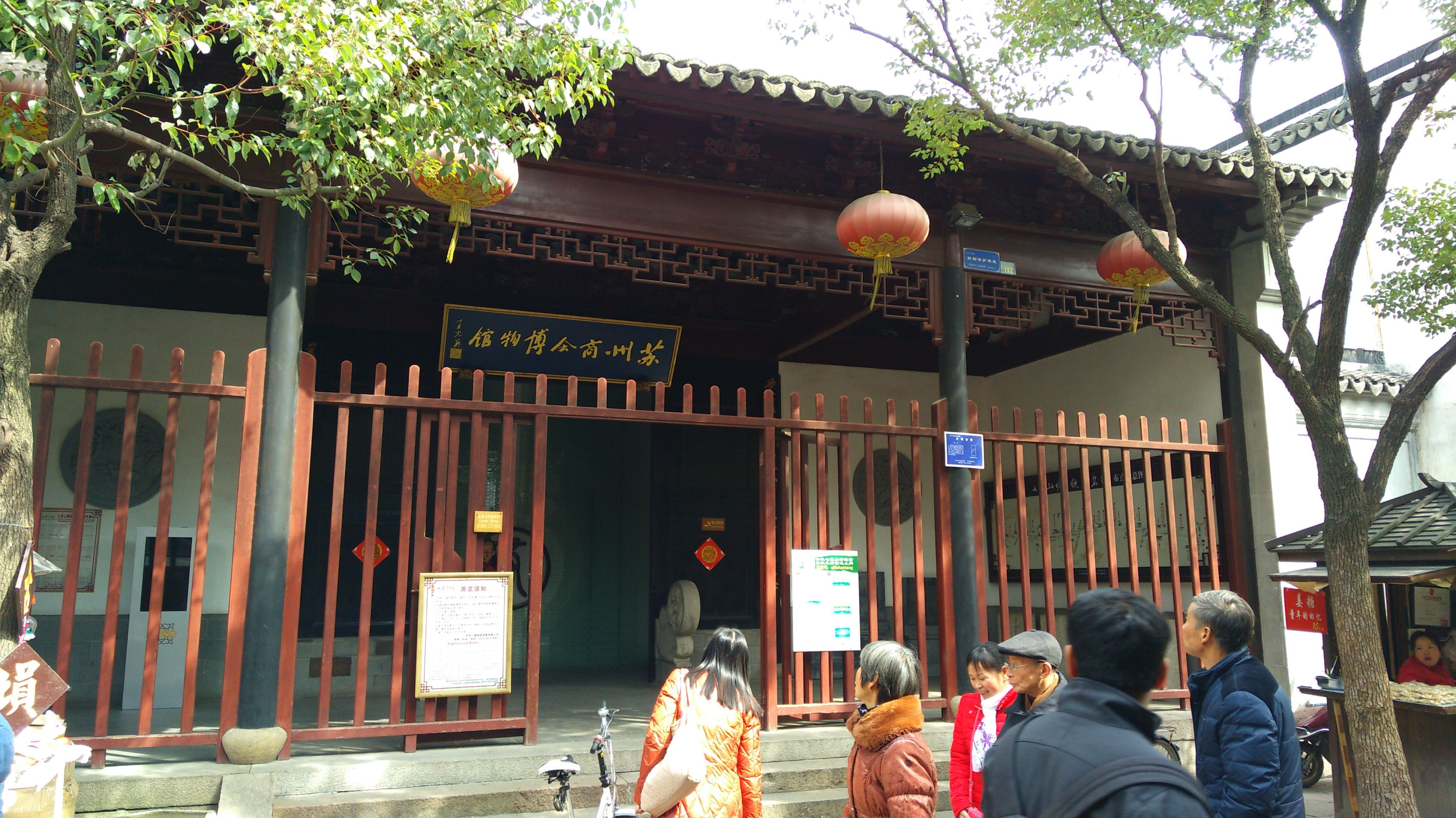
苏州商会博物馆

苏州商会博物馆是一家位于江苏苏州的商业博物馆。

## 历史
1905年苏州商会成立，统辖苏州、淞江、常州、镇江四府和太仓直隶州分会。2005年12月时值其成立百年诞辰之际建成开馆，位于苏州姑苏区山塘街192号原汀州会馆 (苏州)旧址上。由江苏省苏州市工商联、苏州市档案局联合筹建。

## 营业时间
- 周二至周日：上午八点至下午四点半
- 周一闭馆

## 交通
- 苏州轨道交通2号线山塘街站